# كانتون مدينة بازل
كانتون مدينة بازل (بالألمانية: Kanton Basel-Stadt) هو أحد كانتونات سويسرا ويُعتبر الأصغر من ناحية المساحة. يتكون من مدينة بازل وبلديتي ريهين وبيتينغن. تبلغ مساحته 37 كيلومتر مربع ويٌقدر عدد سكانه بـ 198290 نسمة (31 يناير 2017).